# Dorndorf (Dornburg)
Dorndorf ist ein Ortsteil der Gemeinde Dornburg im mittelhessischen Landkreis Limburg-Weilburg. Der Ort ist der urkundlich älteste der fünf Dornburger Ortsteile.

## Geographische Lage

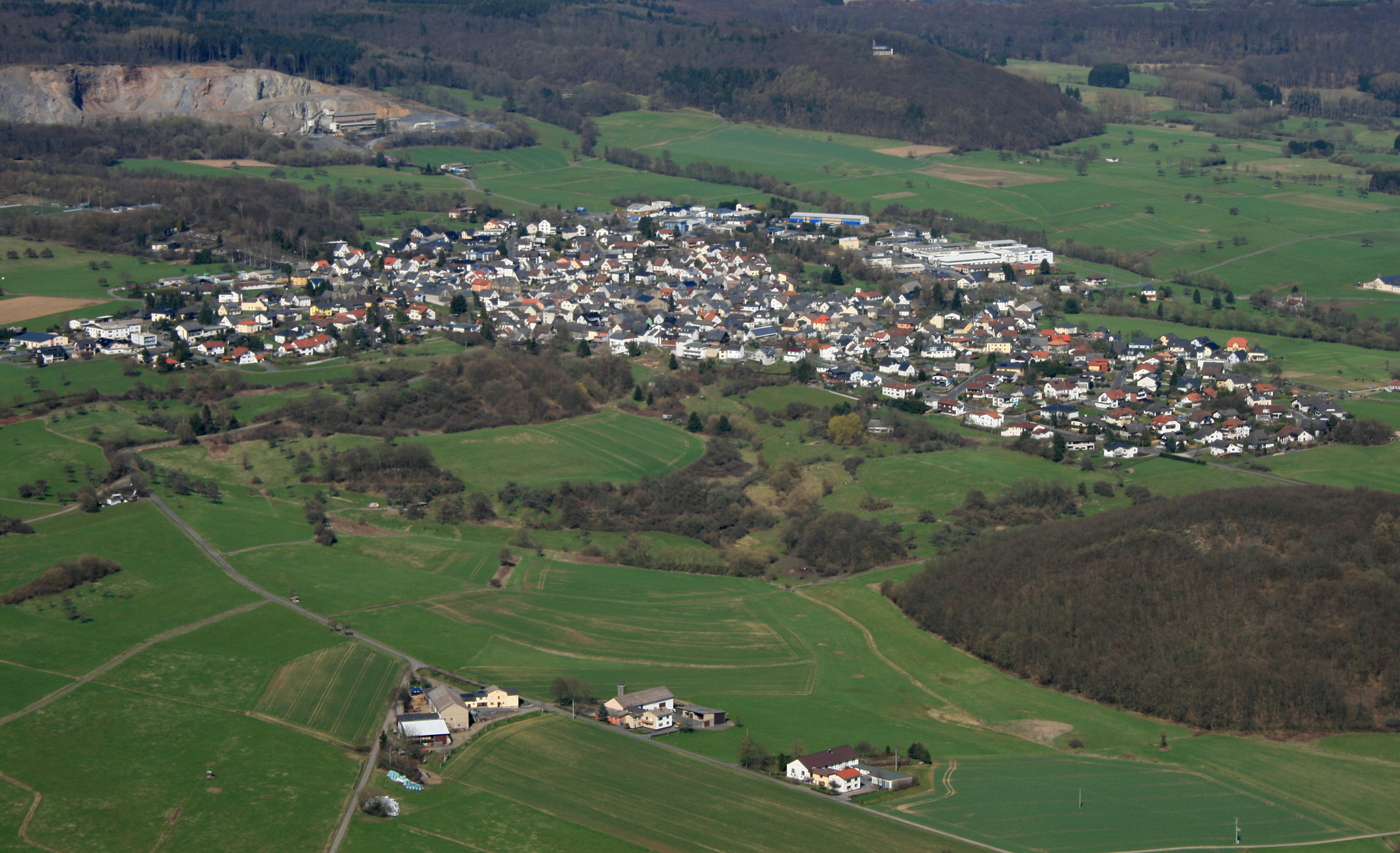
Luftaufnahme aus Richtung Südwesten. Im Hintergrund sind der Steinbruch (links) und die Blasiuskapelle (rechts) zu sehen.

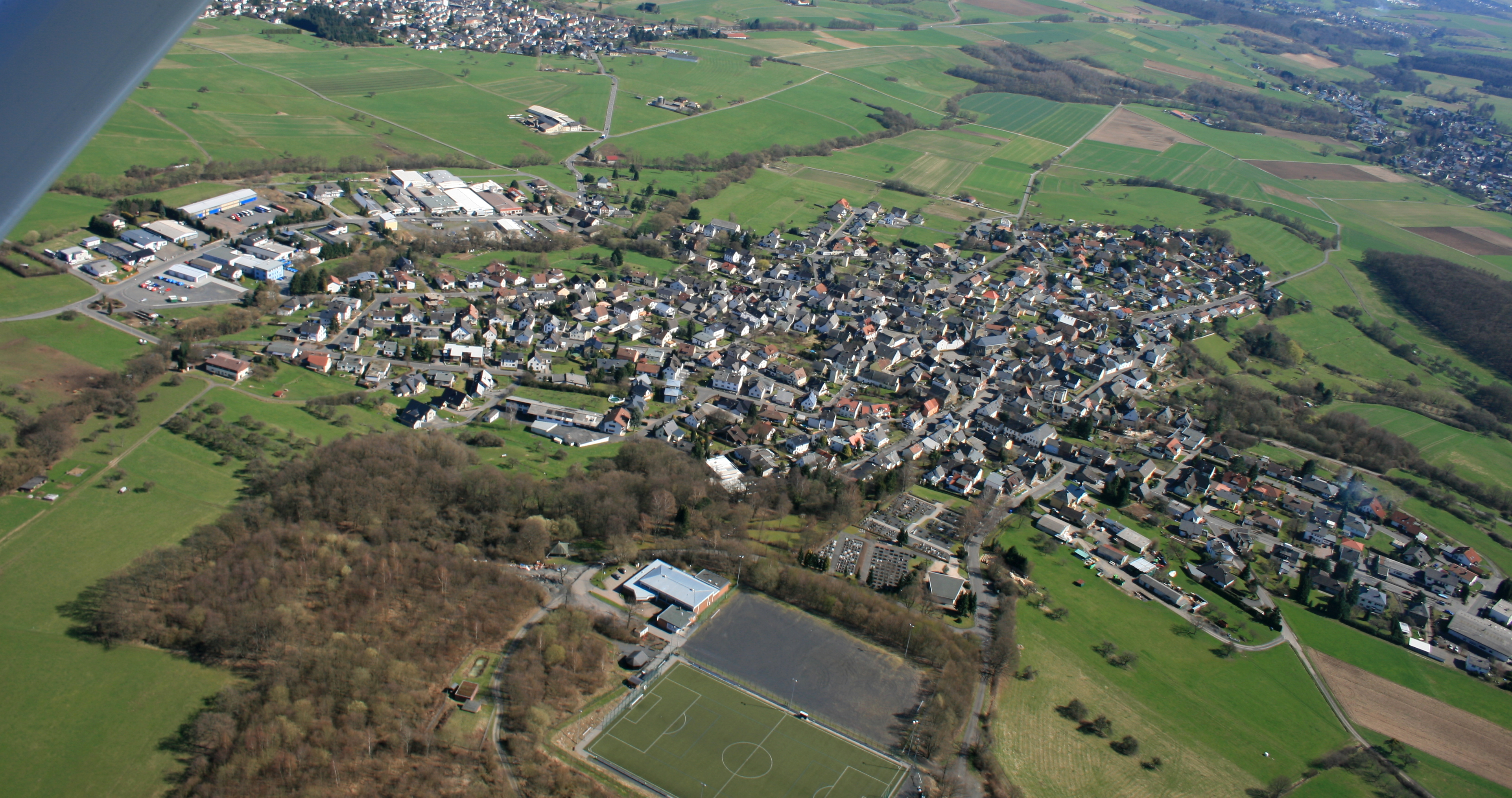
Luftbild aus Richtung Nordwesten.

Dorndorf liegt im Nordwesten des Limburger Beckens und am Ostrand des Westerwalds. Die Gemarkung ist grob dreieckig geformt, mit der Spitze nach Süden. Im Nordwesten grenzt sie an den Dornburger Ort Frickhofen und im Süden an Thalheim. Die westliche Gemarkungsgrenze ist zugleich Landesgrenze nach Rheinland-Pfalz. Dort schließen sich die Nachbarorte Salz und Girkenroth an.
Der Ort selbst liegt auf einer in Nordwest-Südost-Richtung verlaufenden, leichten Anhöhe. Die gesamte Gemarkung steigt nach Westen auf den Hauserberg (370 Meter), vor allem aber nach Norden auf den breiten Basaltrücken des Watzenhahn (bis zu 430 Meter auf hessischer und bis zu 475 Meter auf rheinland-pfälzischer Seite) hin deutlich an. Nordöstlich des Dorfs liegt der Blasiusberg mit der Blasiuskapelle am Südhang des Watzenhahns, allerdings schon auf Frickhofener Gebiet. Südwestlich und östlich der bebauten Ortslage verläuft jeweils ein deutlich eingeschnittenes Bachtal.
Die Gemarkung besteht größtenteils aus Landwirtschaftsfläche. Die Höhenlagen im Westen und Norden sowie eine kleine Erhebung südlich des Orts sind von Mischwald bedeckt. Erheblichen Raum nimmt außerdem der Basaltsteinbruch nördlich des Dorfs ein. Im Nordwesten der Ortslage befindet sich ein Gewerbegebiet.

## Geschichte

### Ortsgeschichte
Die älteste schriftliche Erwähnung unter der Bezeichnung Torndorph im Lorscher Codex datiert auf das Jahr 772 anlässlich einer Schenkung der Rupertinerin Rachild an das Kloster Lorsch. Die Endung -dorf macht eine Gründung nicht vor dem 6. Jahrhundert n. Chr. wahrscheinlich. Im 12. und 13. Jahrhundert lebte ein Adelsgeschlecht in Dorndorf und ein „Daniel von Elkhausen“ besaß in Dorndorf eine Burg. Das Adelsgeschlecht lebte in Dorndorf von 1190 bis 1327. Die Burg wurde durch einen Brand zerstört. Auf ihren Überresten entstand eine Kapelle.
Während des Dreißigjährigen Krieges litt Dorndorf sehr unter plündernden Soldaten verschiedener Nationen. Hunger und Pest wüteten. 1636 starb Dorndorf bis auf eine Familie aus, die nach „Sleide“, der heutigen Schlaudermühle, zog. Es folgten viele Jahre bitterer Not. In den Jahren 1773 bis 1775 wurde das Dorf vom Brandstifter Wilhelm Ludwig siebenmal angezündet und brannte das letzte Mal fast vollkommen nieder. Der Täter beschloss sein Leben im Gefängnis zu Hadamar. Diese Katastrophe stürzte die Bewohner erneut in bittere Armut. Das Dorf soll zu dieser Zeit teilweise „Auf den Steinen“ gestanden haben. Es dauerte viele Jahre, bis es sich wieder erholt hatte.
Als Folge des Aufschwungs durch den Basaltabbau wurde 1901 eine dreiklassige Volksschule gebaut, der Bau einer Wasserleitung folgte kurz darauf.
Hauptkirche war für die Dorndorfer und die Menschen aus den Nachbarorten aber jahrhundertelang die Blasiuskapelle. Ab 1731 war das Dorf der Pfarrei Frickhofen zugeordnet. 1913 wurde das Dorf eine Pfarrvikarie. Die katholische Pfarrkirche St. Margaretha wurde 1932 am Ort der alten Kapelle fertiggestellt. 1964 wurde die Pfarrvikarie zu einer eigenständigen Pfarrei erhoben.
Im Jahr 1946 wurden rund 240 Heimatvertriebene, insbesondere aus dem Sudetenland, aufgenommen.
Hessische Gebietsreform (1970–1977)
Im Zuge der Gebietsreform in Hessen fusionierte die bis dahin selbständigen Gemeinden Dorndorf, Frickhofen und Wilsenroth zum 1. Februar 1971 freiwillig zur neuen Gemeinde Dornburg. Frickhofen wurde Sitz der Gemeindeverwaltung. Für alle drei Gemeinden wurde ein Ortsbezirk mit Ortsbeirat und Ortsvorsteher nach der Hessischen Gemeindeordnung eingerichtet. Sitz der Gemeindeverwaltung wurde der Ortsteil Frickhofen.

### Verwaltungsgeschichte im Überblick
Die folgende Liste zeigt die Staaten und Verwaltungseinheiten, denen Dorndorf angehört(e):
- 772: Frankenreich, Lahngau (in pago Logenehe, Torndorph)[7]
- vor 1711:  Heiliges Römisches Reich, Fürstentum Nassau-Hadamar, Amt Mengerskirchen
- 1717–1743: Heiliges Römisches Reich, Fürstentum Nassau-Dillenburg, Amt Mengerskirchen
- 1743–1806: Heiliges Römisches Reich, Grafen von Nassau-Diez als Teil des Fürstentums Nassau-Oranien, Amt Mengerskirchen
- 1806–1813: Großherzogtum Berg,[Anm. 2] Département Sieg, Arrondissement Dillenburg, Kanton Hadamar
- 1813–1815: Fürstentum Nassau-Oranien, Amt Mengerskirchen
- ab 1816: Herzogtum Nassau, Amt Hadamar[Anm. 3]
- ab 1849: Herzogtum Nassau, Kreisamt Hadamar[Anm. 4]
- ab 1854: Herzogtum Nassau, Amt Hadamar
- ab 1867: Königreich Preußen,[Anm. 5] Provinz Hessen-Nassau, Regierungsbezirk Wiesbaden, Oberlahnkreis[Anm. 6]
- ab 1871: Deutsches Reich, Königreich Preußen, Provinz Hessen-Nassau, Regierungsbezirk Wiesbaden, Oberlahnkreis
- ab 1886: Deutsches Reich, Königreich Preußen, Provinz Hessen-Nassau, Regierungsbezirk Wiesbaden, Kreis Limburg
- ab 1918: Deutsches Reich, Freistaat Preußen, Provinz Hessen-Nassau, Regierungsbezirk Wiesbaden, Kreis Limburg
- ab 1944: Deutsches Reich, Freistaat Preußen, Provinz Nassau, Kreis Limburg
- ab 1945: Deutsches Reich, Amerikanische Besatzungszone,[Anm. 7] Groß-Hessen, Regierungsbezirk Wiesbaden, Kreis Limburg
- ab 1946: Deutsches Reich, Amerikanische Besatzungszone, Hessen, Regierungsbezirk Wiesbaden, Landkreis Limburg
- ab 1949: Bundesrepublik Deutschland, Hessen, Regierungsbezirk Wiesbaden, Landkreis Limburg
- ab 1968: Bundesrepublik Deutschland, Hessen, Regierungsbezirk Darmstadt, Landkreis Limburg
- ab 1971: Bundesrepublik Deutschland, Hessen, Regierungsbezirk Darmstadt, Landkreis Limburg, Gemeinde Dornburg
- ab 1974: Bundesrepublik Deutschland, Hessen, Regierungsbezirk Darmstadt, Landkreis Limburg-Weilburg, Gemeinde Dornburg
- ab 1981: Bundesrepublik Deutschland, Hessen, Regierungsbezirk Gießen, Landkreis Limburg-Weilburg, Gemeinde Dornburg

### Wirtschaftsgeschichte

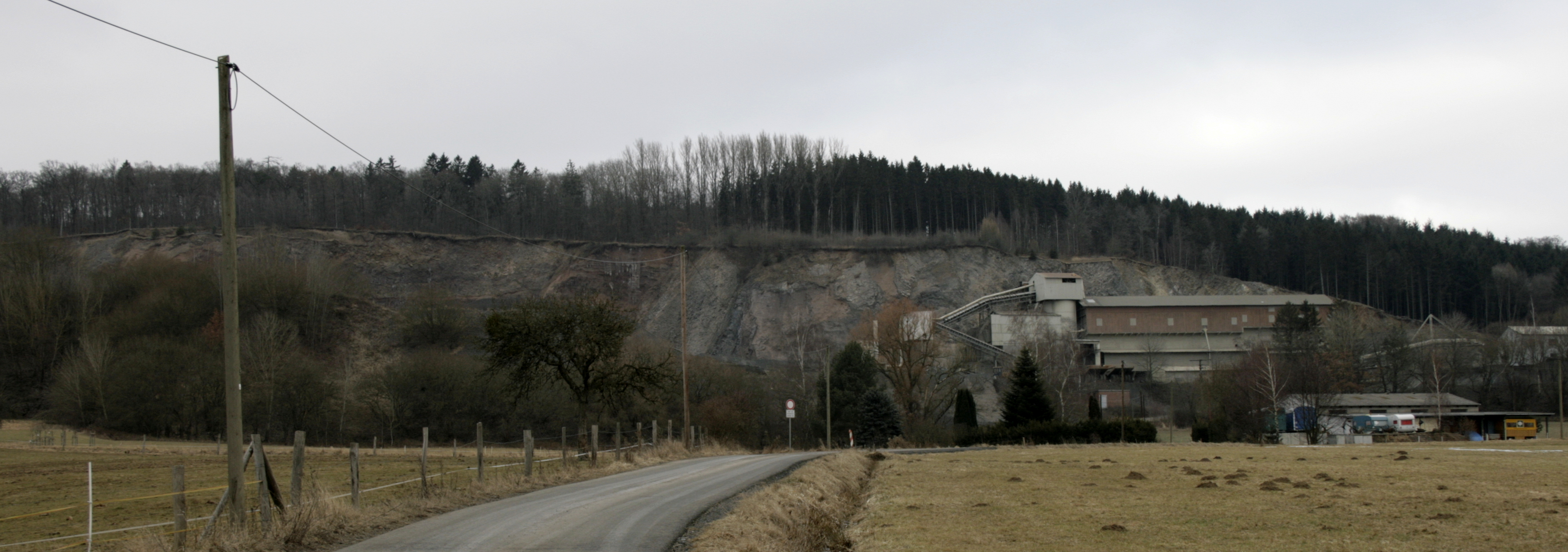
Basaltsteinbruch am Ortsrand

Traditionell war Dorndorf ein Bauern- und Händlerdorf. Zu Beginn des 20. Jahrhunderts zog mit dem Aufblühen der Basaltindustrie ein bescheidener Wohlstand in das Dorf ein. 1890 wurde der Steinbruch „Nill“ mit 15 bis 20 Mann Belegschaft eröffnet. Es gab einige Fehlschläge und 1921 wurde mit etwa 50 Männern erneut begonnen. 1925/26 waren rund 300 Mann beschäftigt. Dadurch begann eine steile Aufwärtsentwicklung in den Familien und in der Gemeinde.
In den 1950er Jahren entwickelte sich, begünstigt durch den Titel eines staatlich anerkannten Erholungsorts, der Fremdenverkehr in Dorndorf und die entstehenden Pensionen waren für zahlreiche Familien der Haupterwerb. 1966 gab es 15 Pensionen im Ort. In dieser Zeit wurde auch ein reger Zuzug von Neubürgern aus dem Ruhrgebiet verbucht. Obwohl der Erholungstourismus seit den 1980er Jahren stetig zurückging, hielten sich viele der Pensionen noch bis zur Wende zum 21. Jahrhundert. Als Ursache hierfür ist die damalige Niederlassung der indischen Avatarin Mutter Meera im Nachbarort Thalheim anzusehen. Die von ihr abgehaltenen Darshans zogen tausende von Besuchern in die Gemeinde und bescherten ihr sogar einen mehrseitigen Artikel in der New York Times.

## Bevölkerung

### Einwohnerstruktur 2011
Nach den Erhebungen des Zensus 2011 lebten am Stichtag dem 9. Mai 2011 in Dorndorf 1554 Einwohner. Darunter waren 75 (4,8 %) Ausländer. Nach dem Lebensalter waren 243 Einwohner unter 18 Jahren, 657 zwischen 18 und 49, 342 zwischen 50 und 64 und 312 Einwohner waren älter. Die Einwohner lebten in 642 Haushalten. Davon waren 189 Singlehaushalte, 177 Paare ohne Kinder und 216 Paare mit Kindern, sowie 45 Alleinerziehende und 12 Wohngemeinschaften. In 138 Haushalten lebten ausschließlich Senioren und in 420 Haushaltungen lebten keine Senioren.

### Einwohnerentwicklung
| Dorndorf: Einwohnerzahlen von 1834 bis 2019 | Dorndorf: Einwohnerzahlen von 1834 bis 2019 | Dorndorf: Einwohnerzahlen von 1834 bis 2019 | Dorndorf: Einwohnerzahlen von 1834 bis 2019 | Dorndorf: Einwohnerzahlen von 1834 bis 2019 |
| --- | ------------------------------------------- | ------------------------------------------- | ------------------------------------------- | ------------------------------------------- |
| Jahr |                                             |                                             |                                             | Einwohner                                   |
| 1834 | 1834                                        |                                             | 654                                         | 654                                         |
| 1840 | 1840                                        |                                             | 677                                         | 677                                         |
| 1846 | 1846                                        |                                             | 732                                         | 732                                         |
| 1852 | 1852                                        |                                             | 720                                         | 720                                         |
| 1858 | 1858                                        |                                             | 663                                         | 663                                         |
| 1864 | 1864                                        |                                             | 726                                         | 726                                         |
| 1871 | 1871                                        |                                             | 690                                         | 690                                         |
| 1875 | 1875                                        |                                             | 758                                         | 758                                         |
| 1885 | 1885                                        |                                             | 768                                         | 768                                         |
| 1895 | 1895                                        |                                             | 817                                         | 817                                         |
| 1905 | 1905                                        |                                             | 762                                         | 762                                         |
| 1910 | 1910                                        |                                             | 806                                         | 806                                         |
| 1925 | 1925                                        |                                             | 887                                         | 887                                         |
| 1939 | 1939                                        |                                             | 938                                         | 938                                         |
| 1946 | 1946                                        |                                             | 1.261                                       | 1.261                                       |
| 1950 | 1950                                        |                                             | 1.232                                       | 1.232                                       |
| 1956 | 1956                                        |                                             | 1.193                                       | 1.193                                       |
| 1961 | 1961                                        |                                             | 1.266                                       | 1.266                                       |
| 1967 | 1967                                        |                                             | 1.364                                       | 1.364                                       |
| 1970 | 1970                                        |                                             | 1.439                                       | 1.439                                       |
| 1980 | 1980                                        |                                             | ?                                           | ?                                           |
| 1990 | 1990                                        |                                             | ?                                           | ?                                           |
| 2000 | 2000                                        |                                             | ?                                           | ?                                           |
| 2011 | 2011                                        |                                             | 1.554                                       | 1.554                                       |
| 2019 | 2019                                        |                                             | 1.616                                       | 1.616                                       |
| Datenquelle: Historisches Gemeindeverzeichnis für Hessen: Die Bevölkerung der Gemeinden 1834 bis 1967. Wiesbaden: Hessisches Statistisches Landesamt, 1968. Weitere Quellen: LAGIS; Gemeinde Dornburg; Zensus 2011 |                                             |                                             |                                             |                                             |

### Historische Religionszugehörigkeit
| 1885: | Ein evangelischer (= 0,13 %), 762 katholische (= 99,22 %) und 5 jüdische (= 0,65 %) Einwohner |
| 1961: | 56 evangelische (= 4,42 %) und 1204 (= 95,10 %) katholische Einwohner                         |

## Politik
Für Dorndorf besteht ein Ortsbezirk (Gebiete der ehemaligen Gemeinde Dorndorf) mit Ortsbeirat und Ortsvorsteher nach der Hessischen Gemeindeordnung.
Der Ortsbeirat besteht aus sechs Mitgliedern. Bei den Kommunalwahlen in Hessen 2021 betrug die Wahlbeteiligung zum Ortsbeirat 71,25 %. Dabei wurden gewählt: vier Mitglieder der CDU und zwei Mitglieder der SPD.
Der Ortsbeirat wählte Astrid Kloft (CDU) zur Ortsvorsteherin.

## Kultur und Sehenswürdigkeiten
Den Spitznamen „Dorndorfer Esel“ hat die Dorfgemeinschaft zum Erkennungsmerkmal umgemünzt, so dass der Esel als Wahrzeichen gewählt wurde. Angeblich geht es auf die Priester aus dem Lubentiusstift in Dietkirchen zurück, zu dem die Pfarrei Blasiusberg im Mittelalter gehörte, und die auf Eseln zum Versehen der Gottesdienste in den Westerwald kamen.

### Vereine
In Dorndorf bestehen zwei Gesangvereine, der MGV „Eintracht 1877 Dorndorf e. V.“ und der Quartettverein, ein Sportverein, eine VdK-Ortsgruppe, eine katholische Frauengemeinschaft, der Jugendclub „No Limits“, eine Vogelschutzgruppe, ein Verschönerungsverein, ein Skiclub, den Club der Traktorfreunde, die Bürgerinitiative „Rettet den Watzenhahn“, die gegen den Weiterbetrieb des Steinbruchs vorgeht, und die Freiwillige Feuerwehr Dorndorf, die 1928 gegründet wurde und der seit 1. März 1975 eine Jugendfeuerwehr angehört.

### Bauwerke

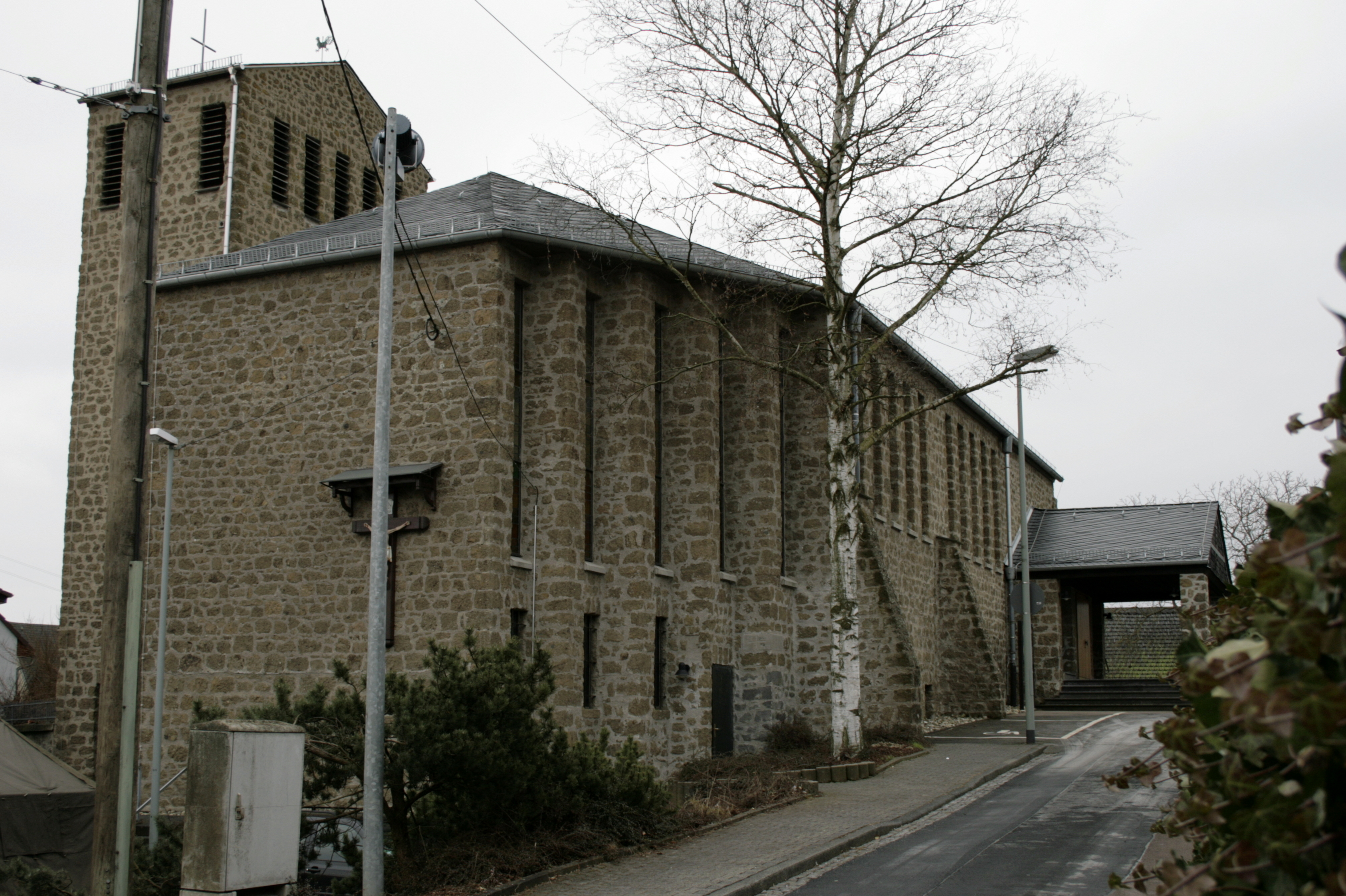
Pfarrkirche St. Margaretha
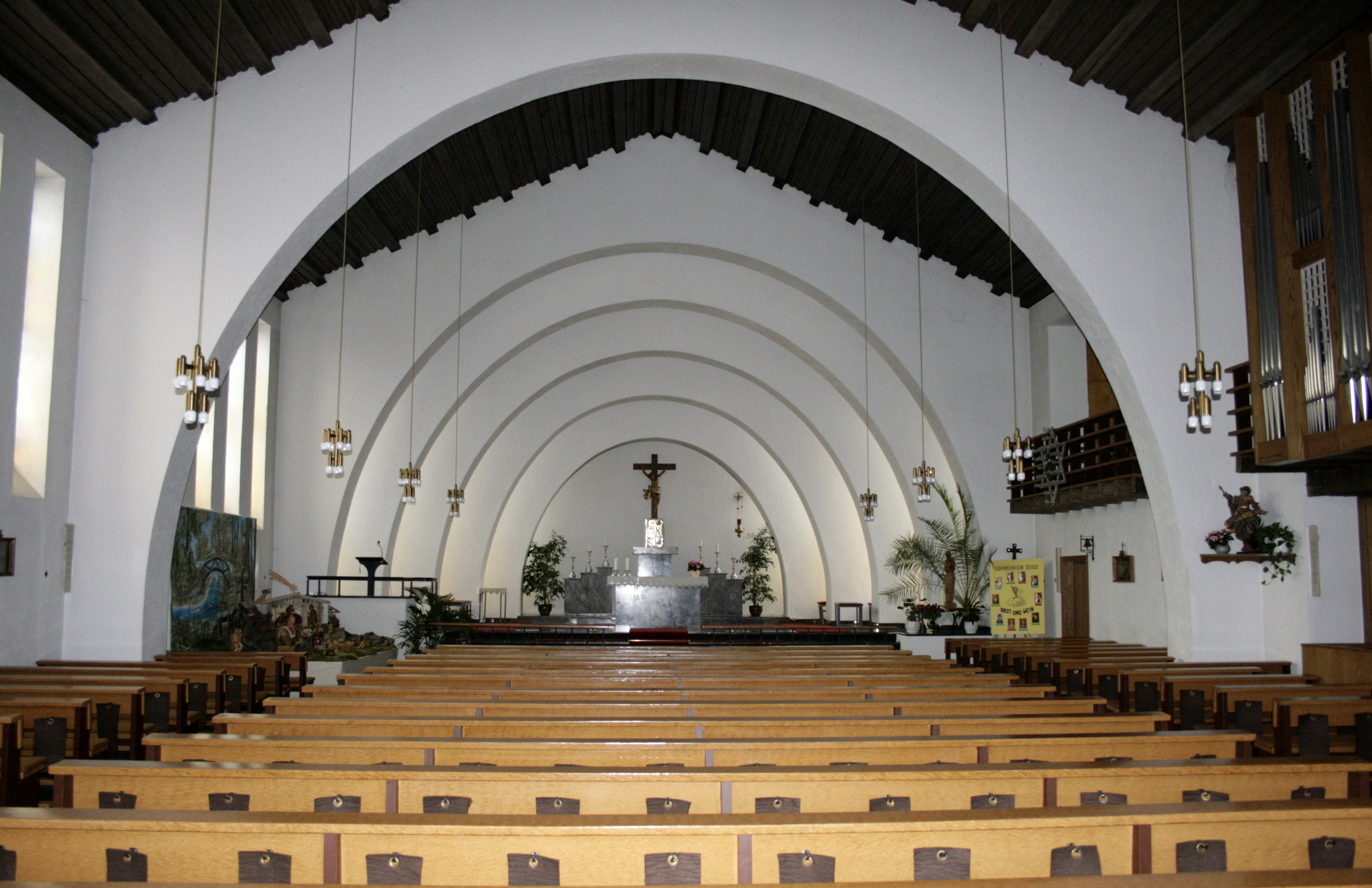
Innenraum der Kirche
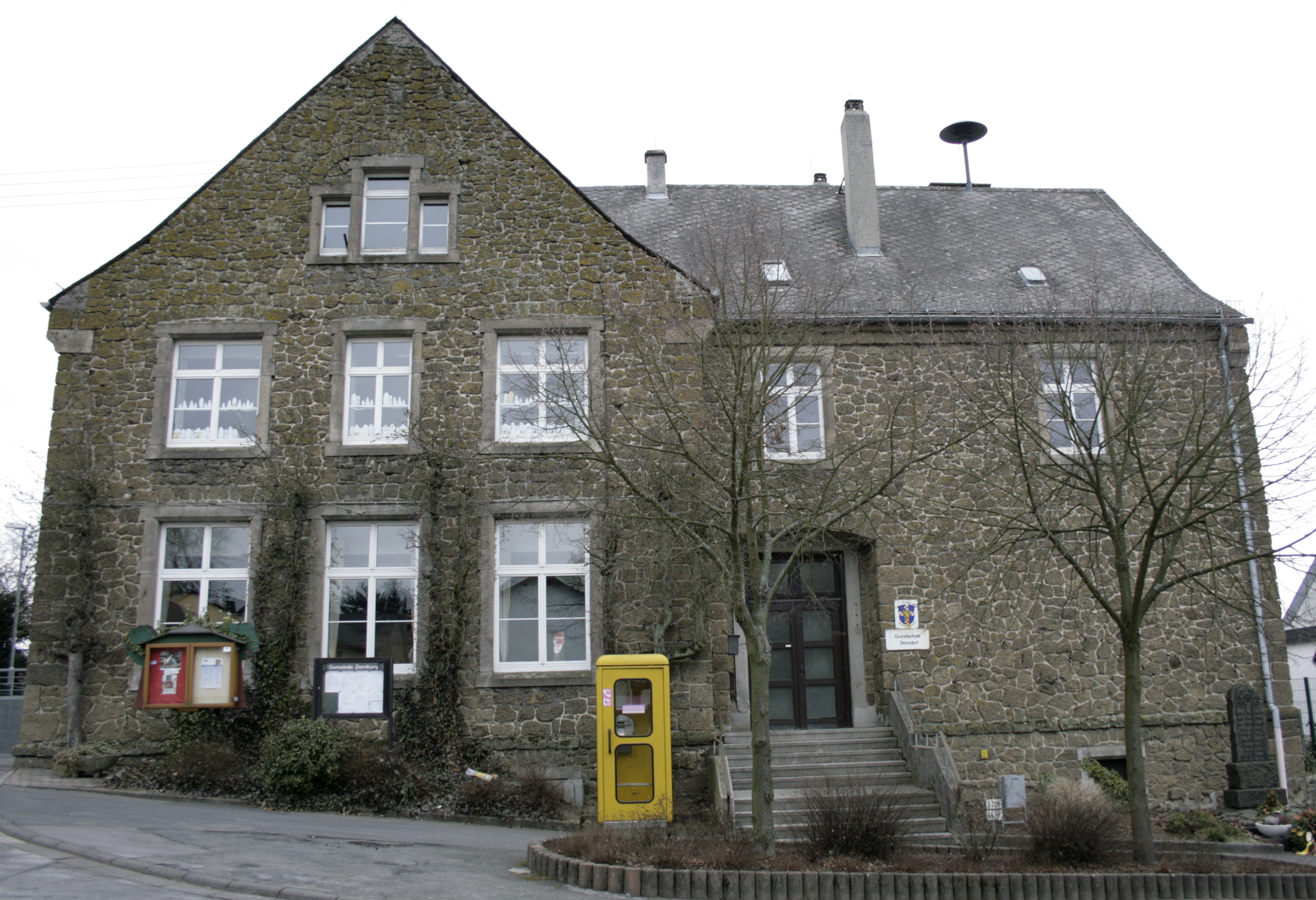
Grundschule
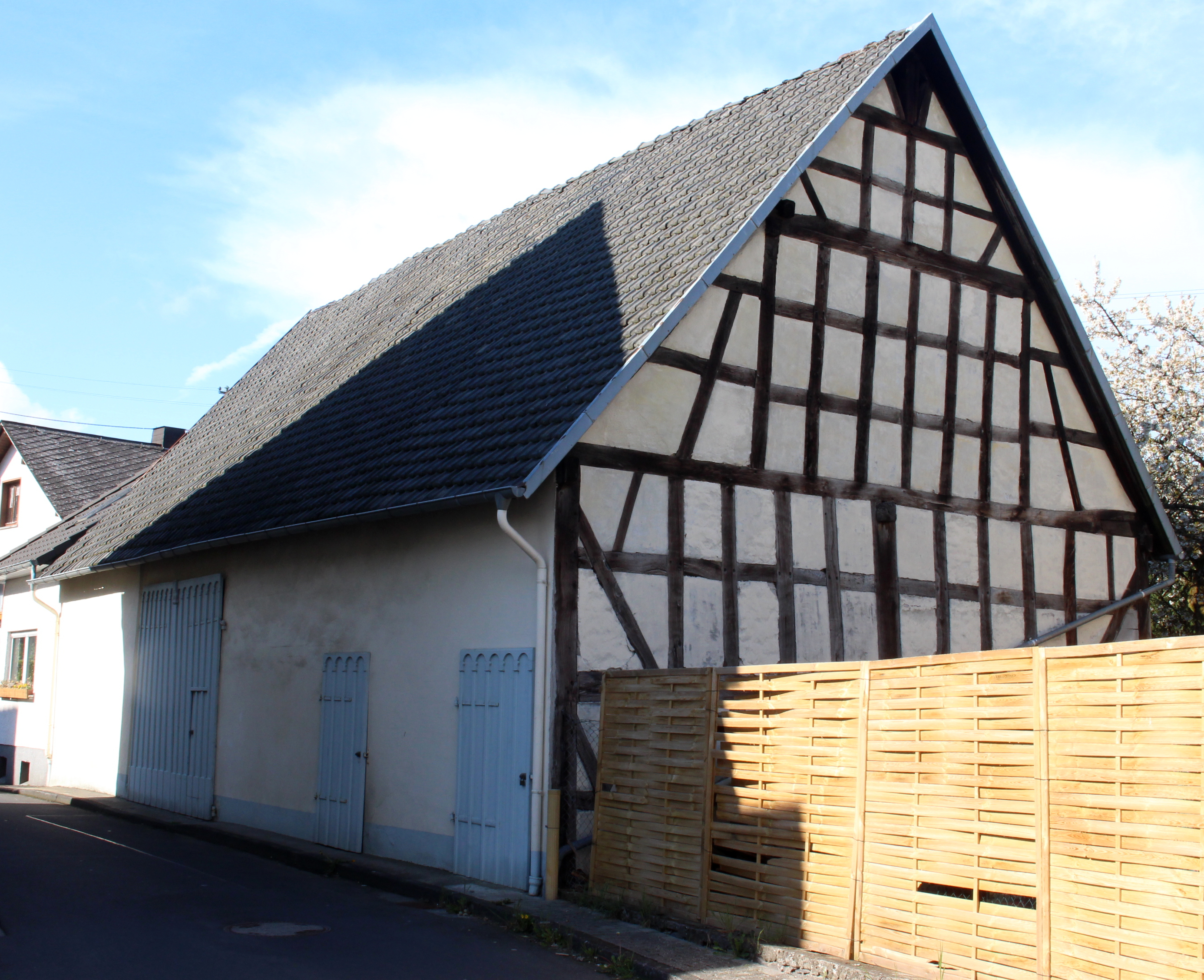
Scheune in der Gartenstraße
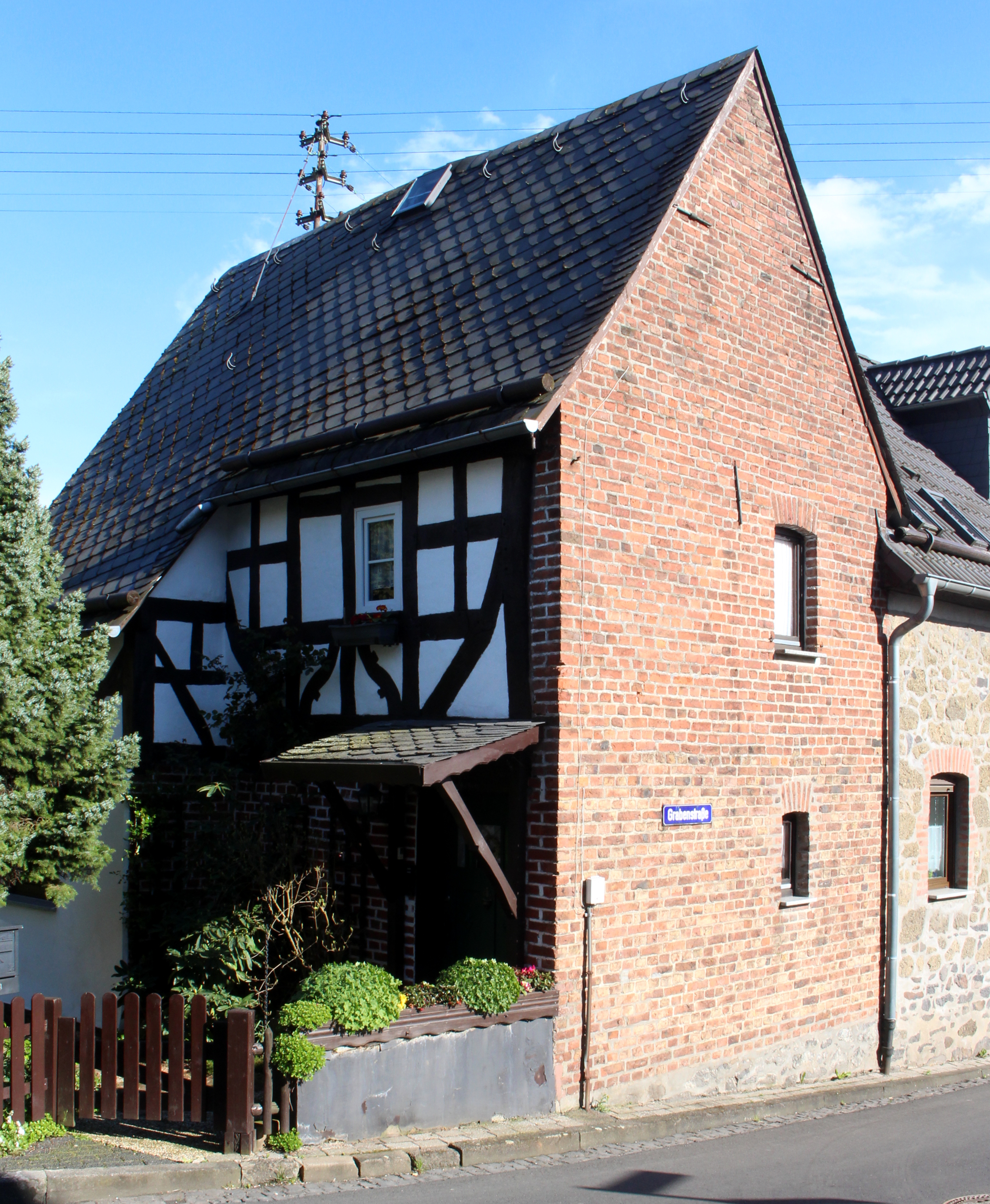
Taunusstraße 9
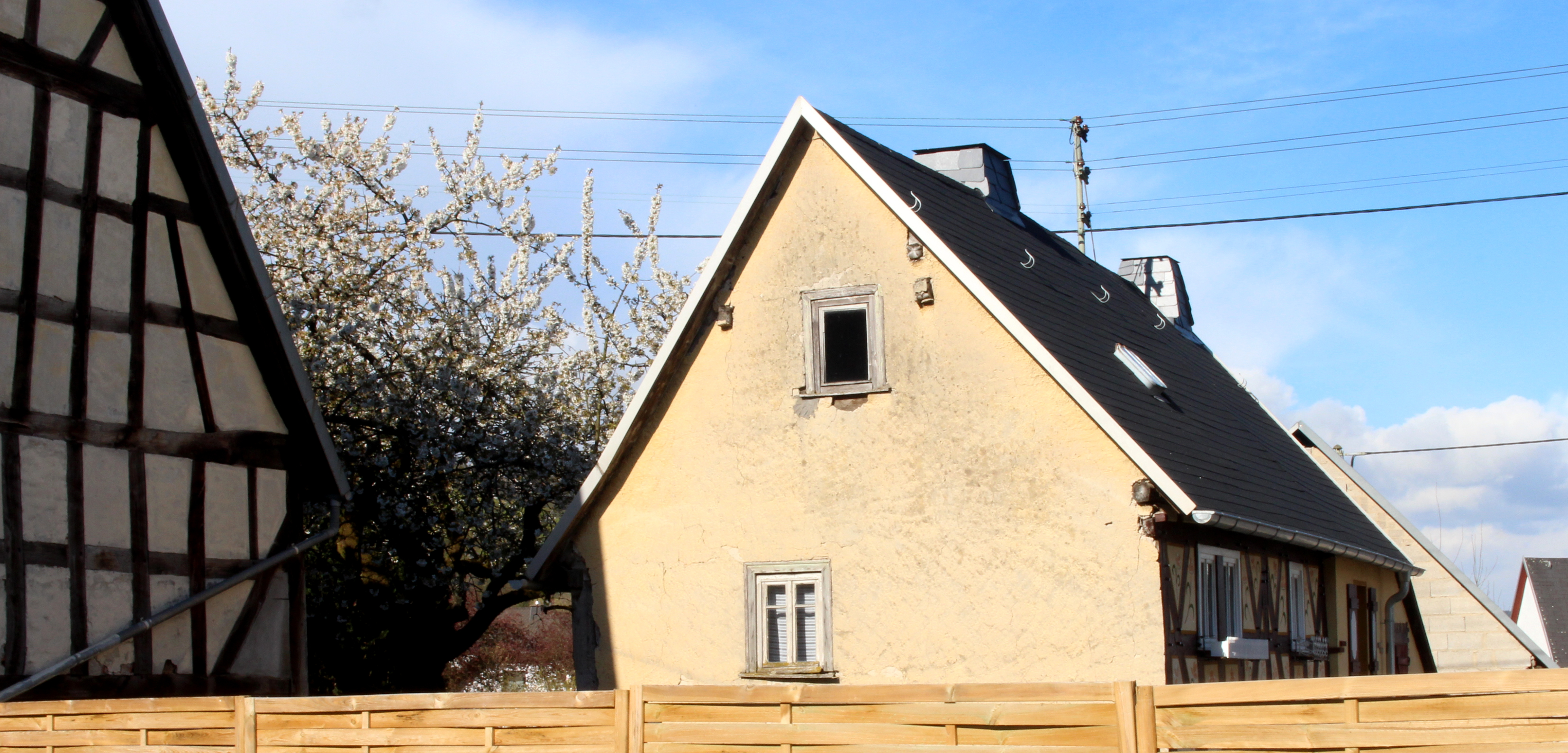
Hauptstraße 24a
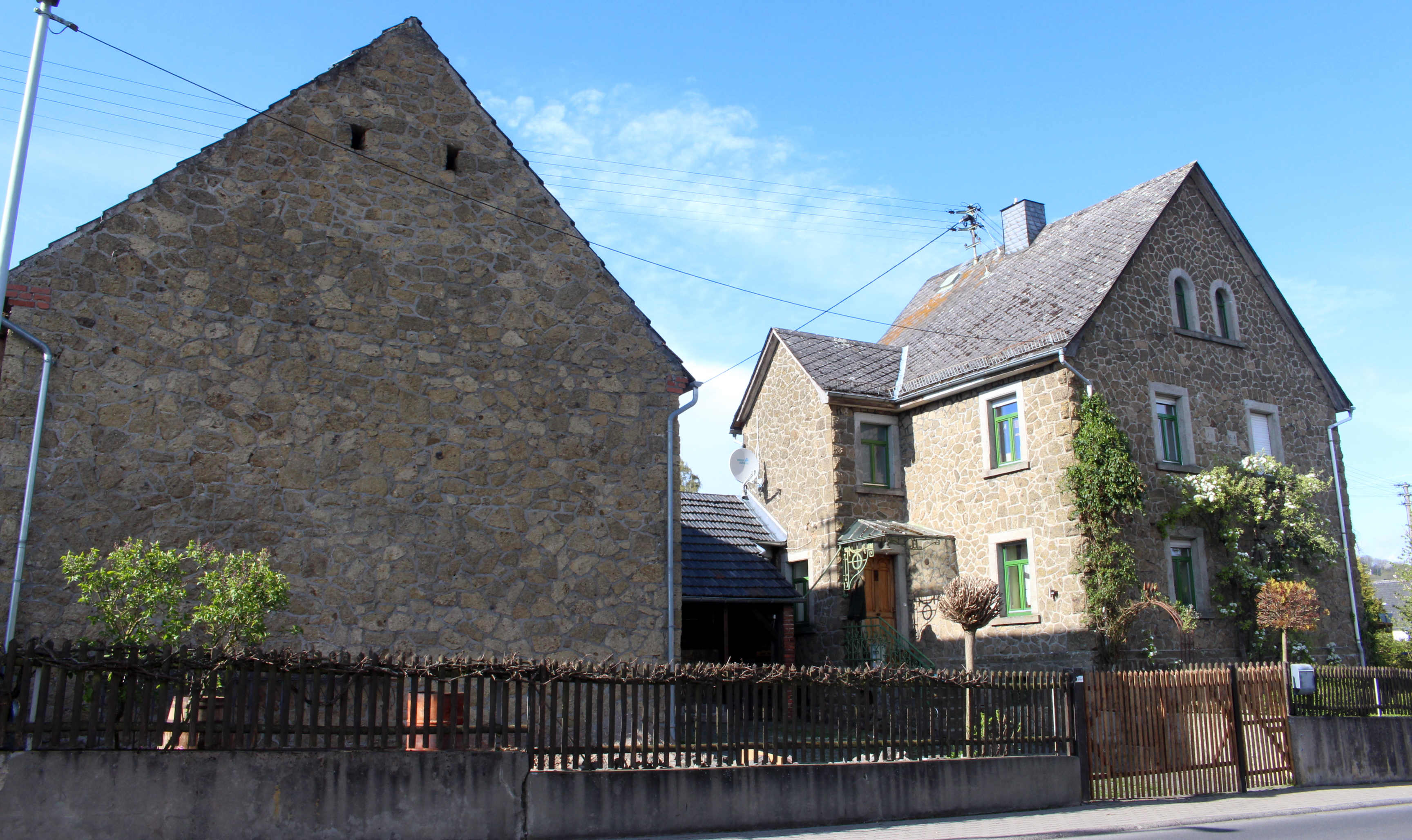
Hauptstraße 76
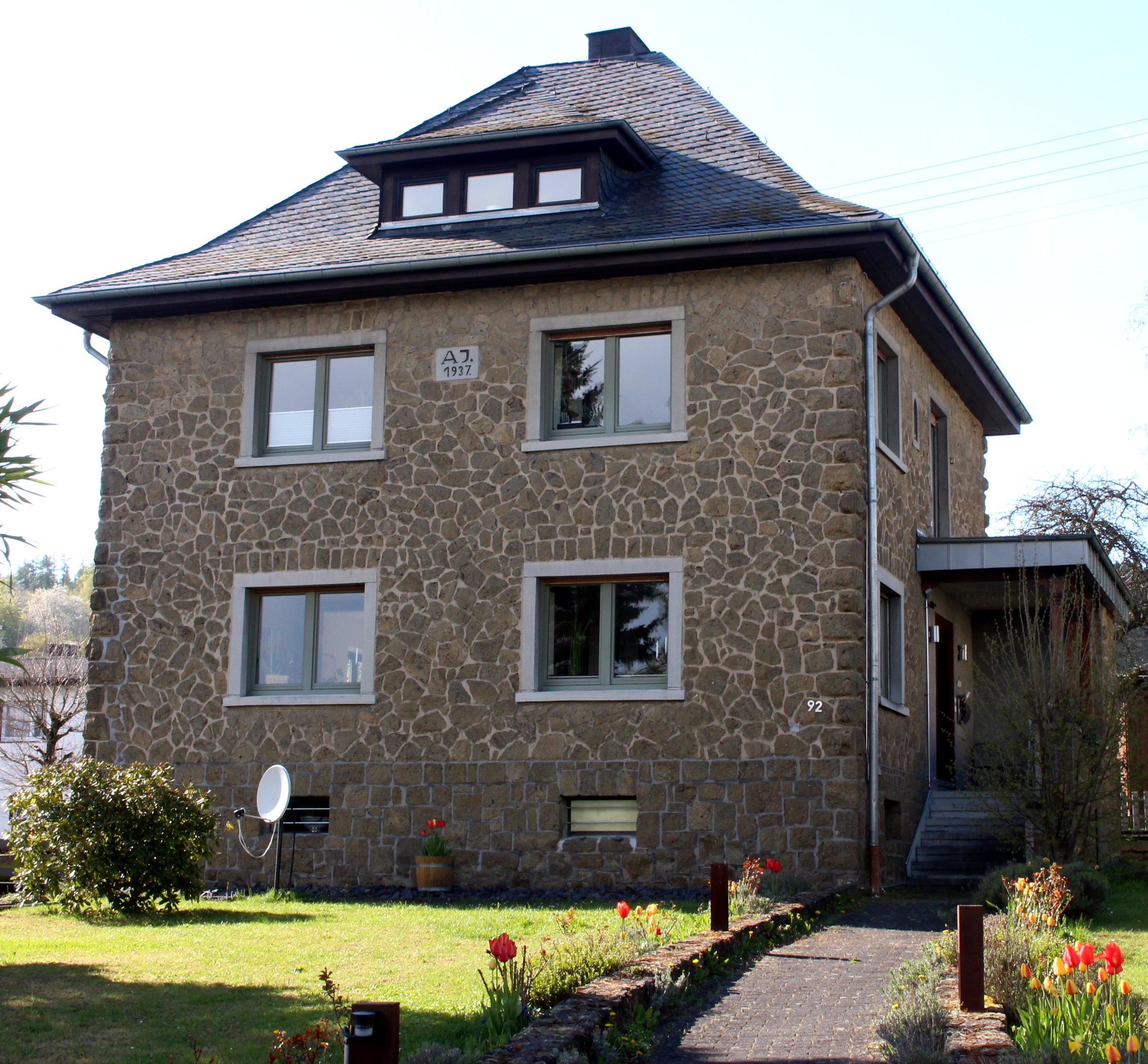
Hauptstraße 92
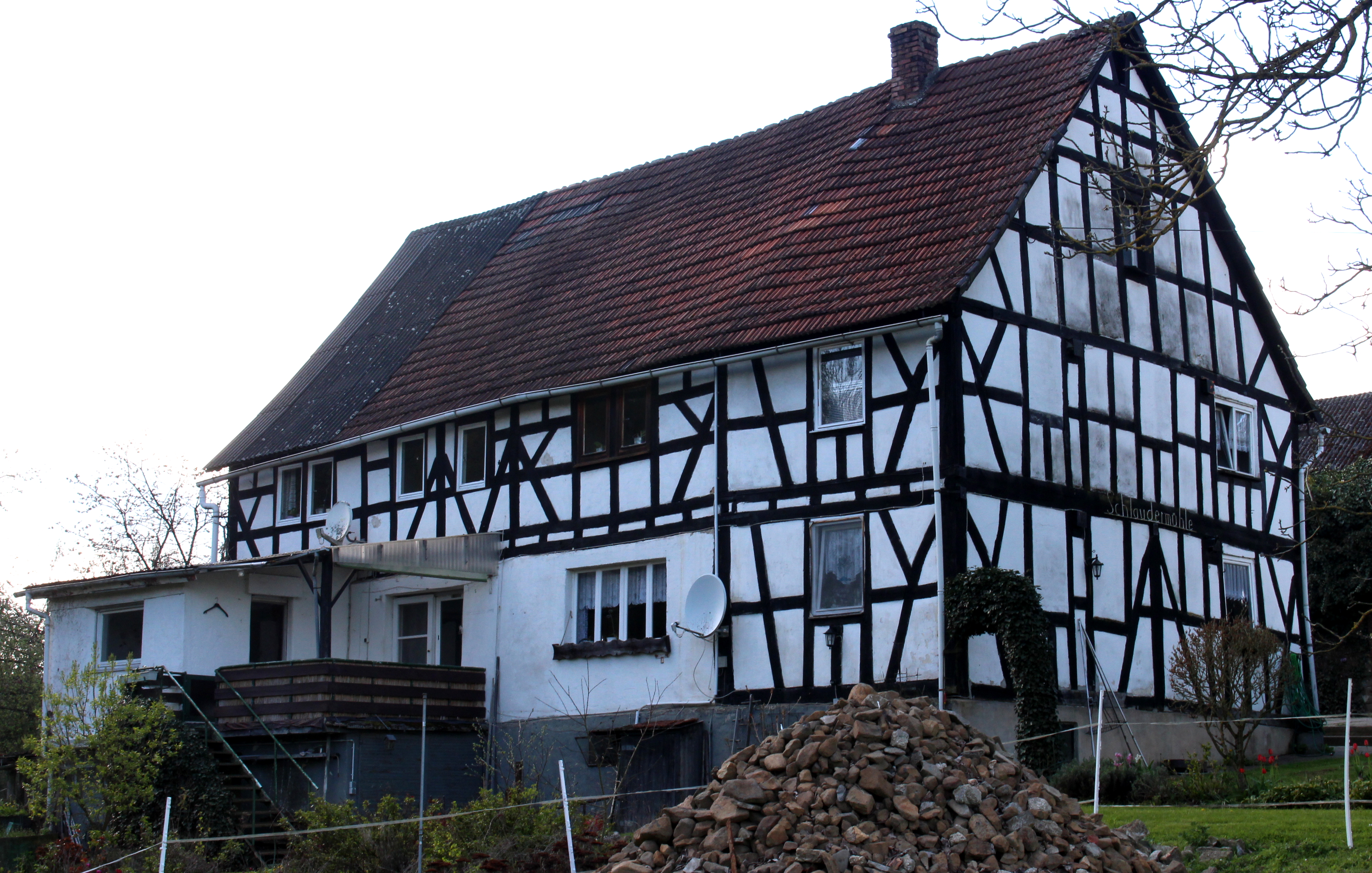
Schlaudermühle

#### Katholische Pfarrkirche St. Margaretha
Der Frankfurter Architekt Martin Weber entwarf in seiner späteren Schaffensphase den heutigen Kirchenbau, der 1932 an der Stelle einer alten Kapelle aus dem Jahr 1852 errichtet wurde. Südwand und Chor dieser Kapelle wurden in den neuen Bau integriert. Im Zuge der Bauarbeiten stieß man auf die Überreste der mittelalterlichen Burganlage, vermutlich aus dem 10. Jahrhundert, mit zwei Meter dicken Wänden. Auf einer Ecke der freigelegten Turmanlage ruht der Grundstein der Pfarrkirche.
Das Bauwerk ist von der Neuen Sachlichkeit geprägt. Die Fassade ist durch unverputzte, grob behauene Bruchsteine aus der Region und durch hochformatige, schmale Fenster geprägt. Innen prägen die offen liegenden Längsbalken und Schwibbögen der Decke mit ihrem Licht- und Schattenspiel die Raumwirkung. Die abnehmenden Abstände der Bögen führen vom Eingang her gesehen zu einer optischen Vertiefung des Chorraums. Aus der alten Kapelle wurde eine Holzstatue der Heiligen Margaretha aus dem zweiten Viertel des 18. Jahrhunderts übernommen.

#### Grundschule
Die heutige Grundschule wurde 1900/01 aus nur grob behauenen porösen Bruchsteinen aus dem Rolsberger Steinbruch erbaut. Fensterleibungen und Dachkonsolen aus hellerem Travertin heben sich deutlich ab. Damit ähnelt der Fassadenstil mehreren Gebäuden im Ort, aber auch zahlreichen Schulen, Bahnhöfen und anderen öffentlichen Gebäuden in der Region, die zwischen 1840 und 1930 errichtet wurden. Ein weiteres Nebengebäude im Schulhof übernimmt diese Gestaltung, ein zweites ist als Fachwerk mit Klinkerausmauerung ausgeführt. Eine kleine Gedenkstätte vor der Schule erinnert an die Gefallenen beider Weltkriege. Adresse: Hauptstraße 38.

#### Gartenstraßen 2 (Scheune)
Es handelt sich um eine der wenigen noch vorhandenen Fachwerkscheunen im Ort und zudem um ein besonders großformatiges Bauwerk. Die Wände sind heute teilweise verputzt. Wo dies nicht der Fall ist, lässt sich das sehr schlichte und regelmäßige Fachwerk mit relativ kleinen Gefachen jedoch gut zu erkennen, das um 1800 herum errichtet wurde. Auch das Haupttor stammt wohl noch aus der Bauzeit.

#### Taunusstr.9
Dieses sehr kleine Wohnhaus, ehemals Grabenstraße 7, jetzt Taunusstraße 9, war ursprünglich möglicherweise ein Einhaushof. Das heute sichtbare Fachwerk stammt vermutlich aus der Zeit um 1700. Damit ist es die wohl älteste erhaltene Fachwerkkonstruktion im Ort. Allerdings ist es nur noch teilweise vorhanden und auf der Straßengiebelseite und in Teilen des Erdgeschosses durch Klinker-Mauerwerk ersetzt worden. Am Fachwerk sind Zierschnitzereien insbesondere an der Schwelle, ihren Füllhölzern und Balkenköpfen vorhanden.

#### Hauptstraße 24a
Dieses zweizonige Fachwerkhaus aus der Zeit um 1800 ist sehr schlicht gestaltet. Lediglich die Schwelle des Obergeschosses zeigt Profilschnitzereien. Wichtiges Baudetail ist die spätbiedermeierliche Kassettentür mit Oberlicht.

#### Hauptstraße 76
Diese Hofanlage setzt sich aus zwei giebelständigen Häusern zusammen. Die Gestaltung der 1913 aus Molsberger Basaltbruchstein errichteten Gebäude entspricht mehreren weiteren charakteristischen Gebäuden im Ort. Großformatige Eckquader am Wohnhaus gliedern das Mauerwerk. Weiterer Bauschmuck ist das schmiedeeiserne Geländer am Treppenaufgang. In älteren Denkmallisten ist die Anlage mit ihrer ehemaligen Adresse Hauptstraße 48 verzeichnet.

#### Hauptstraße 92
Durch seine strenge Würfelform sticht diese einstige Unternehmervilla hervor, durch das Rolsberger Bruchstein-Mauerwerk ist der Bezug zum ortsüblichen Gebäudestil jedoch wieder hergestellt. Mit seinem Walmdach und großen Fenstern ist das 1937 errichtete Gebäude ein typischer Vertreter des späten Klassizismus. Bossenwerk an den Ecken sowie der Kontrast zwischen Quadern im Sockel und Bruchsteinen in den Wänden prägen die Fassade. Zum Baudenkmal gehört die teilweise erhaltene Außenmauer eines ehemaligen Parks. In älteren Denkmallisten ist das Haus mit seiner ehemaligen Adresse Hauptstraße 70 verzeichnet.

#### Heinrich-Berlenbach-Straße 2 / Westerwaldstraße 2
Es handelt sich um ein besonders großformatiges Einhaus, das wohl im späten 18. Jahrhundert in exponierter Lage gegenüber der Kirche errichtet wurde. Zur Westerwaldstraße hin wurde eine Scheune vorgebaut und auch die Verschieferung des Westgiebels ist neueren Datums. Die bauzeitliche Fensteraufteilung bleibt jedoch weitgehend erhalten. Heute befindet sich die gesamte Anlage in einem sehr schlechten Bauzustand.

#### Schlaudermühle
Die Schlaudermühle liegt rund einen Kilometer südlich von Dorndorf in der Nähe des Nachbarorts Thalheim. Das heute vorhandene Wohnhaus der Mühle wurde um 1800 herum an der Stelle der spätmittelalterlichen Wüstung Schlauden errichtet. Die beiden getrennt errichteten Bauabschnitte sind klar erkennbar. So ist eine Hälfte an der hofzugewandten Traufseite mit deutlich dichteren Ständern versehen. Ebenfalls zur Hofseite hin weist die Schwelle des Obergeschosses Bauschmuck in Form einer Profilierung auf. Auf dem Gelände befindet sich ein Holzkreuz, das laut Inschrift 1815 vom damaligen Müller errichtet wurde. Auf dessen bauchigem Sockel ruht ein kleiner Bildstock mit ornamentalem Fries. Der Original-Korpus wird im Gebäude aufbewahrt.

## Wirtschaft und Infrastruktur

### Wirtschaftsstruktur
Dorndorf das größte Industrie- und Gewerbegebiet der Gemeinde Dornburg auf, in dem neben zahlreichen Handwerksbetrieben, auch ein großer Textilbetrieb ansässig ist.

### Öffentliche Einrichtungen
Dorndorf verfügt heute über eine Grundschule im Gebäude der ehemaligen Volksschule, über einen Kindergarten und über eine Dorfgemeinschaftshalle, sowie ein Sportplatz aus Kunstrasen.
Die Freiwillige Feuerwehr Dorndorf (gegründet 1928 und seit dem 1. März 1975 mit Jugendfeuerwehr) sorgt für den abwehrenden Brandschutz und die allgemeine Hilfe.

## Persönlichkeiten
- Peter Kunz (1872–1959), Pädagoge und Mitglied des Provinziallandtages der Provinz Hessen-Nassau